# خط اصلی توکایدو
خط اصلی توکایدو (به ژاپنی: 東海道本線, Tōkaidō-honsen) یکی از خطوط قطار شرکت راه‌آهن شرق ژاپن، شرکت راه‌آهن غرب ژاپن و شرکت راه‌آهن مرکزی ژاپن است. خطوط مسافربری آن ایستگاه توکیو را به ایستگاه کوبه متصل می‌کند. در حال حاضر این مسیر دارای ۱۶۶ ایستگاه می‌باشد. همچنین اصلی توکایدو دارای دو خط فرعی به نام‌های مینوآکاساکا Mino-Akasaka و تارومی Tarui نیز می‌باشد.